# Funk
Funk là một thể loại âm nhạc bắt nguồn từ giữa thập niên 1960 khi những nhạc sĩ người Mỹ gốc Phi sáng tạo ra một hình thức âm nhạc có nhịp điệu và dễ khiêu vũ bằng cách pha trộn các dòng nhạc soul, jazz, và rhythm and blues (R&B).

## Đặc trưng

### Nhịp điệu và nhịp độ
Giống như soul, funk dựa trên nhạc dance, vì thế nó có một "vai trò nhịp điệu" mạnh mẽ. Âm thanh của funk được tạo nên từ cả "những khoảng trống giữa các nốt" lẫn các nốt nhạc được chơi; vì thế, những quãng nghỉ giữa các nốt rất quan trọng. Mặc dù có những điểm tương đồng về nhịp điệu giữa funk và disco, funk có "một nhịp nhảy chính chậm hơn, quyến rũ hơn và có nhiều phách đảo (syncopated) hơn so với disco", và các nhạc công trong ban nhạc funk thêm vào nhiều "lớp phụ", sự phức tạp và "cá tính" vào nhịp chính hơn là một nhóm nhạc disco dựa trên âm thanh synth được lập trình sẵn.
Trước funk, hầu hết nhạc pop được xây dựng trên chuỗi các nốt nhạc tám, vì nhịp độ nhanh khiến việc chia nhỏ nhịp thêm nữa là không khả thi. Sự đổi mới của funk là bằng cách sử dụng nhịp độ chậm hơn (chịu ảnh hưởng từ sự hồi sinh của blues vào đầu những năm 1960), funk "tạo ra không gian để chia nhỏ nhịp điệu hơn, vì vậy một ô nhịp 4/4 giờ đây có thể chứa tới 16 vị trí nốt có thể có." Cụ thể, bằng cách để guitar và trống chơi những nhịp "chạy đều" theo nốt 16, nó tạo cơ hội cho các nhạc cụ khác chơi theo "phong cách nhiều phách đảo và ngắt quãng hơn", điều này tạo điều kiện cho các đường bass "tự do" hơn. Cùng với nhau, những "phần đan xen" này tạo ra một cảm giác "mê hoặc" và "có thể nhảy theo".
Một phần lớn nhịp điệu của funk được xây dựng trên cấu trúc hai ô onbeat/offbeat (phách mạnh/phách nhẹ), có nguồn gốc từ các truyền thống âm nhạc châu Phi cận Sahara. New Orleans đã tiếp nhận cấu trúc phân nhánh này từ mambo và conga của người Afro-Cuban vào cuối những năm 1940, và biến nó thành của riêng mình. New Orleans funk, như cách gọi của nó, đã được quốc tế công nhận rộng rãi chủ yếu nhờ việc ban nhạc của James Brown đã sử dụng nó một cách hiệu quả.

### Hòa âm
Nhạc funk sử dụng những hợp âm mở rộng đầy màu sắc giống như trong nhạc jazz bebop, ví dụ như hợp âm thứ (minor) có thêm nốt thứ bảy và mười một, hoặc hợp âm bảy át (dominant seventh) với nốt chín bị biến đổi. Một vài ví dụ về các hợp âm được dùng trong funk là hợp âm thứ mười một (ví dụ: F minor 11); hợp âm bảy át có thêm nốt thăng chín và nốt bốn treo (ví dụ: C7 (#9) sus 4); hợp âm chín át (ví dụ: F9); và hợp âm thứ sáu (ví dụ: C minor 6). Hợp âm sáu-chín (6/9) cũng được dùng trong funk (ví dụ: F 6/9); đây là một hợp âm trưởng có thêm nốt sáu và nốt chín. Trong nhạc funk, hợp âm thứ bảy phổ biến hơn hợp âm ba thứ vì hợp âm ba thứ nghe quá mỏng.
Không giống như nhạc jazz bebop với những chuỗi hợp âm phức tạp và thay đổi nhanh, funk thường chỉ sử dụng một hoặc hai hợp âm tĩnh lặp đi lặp lại (thường là một hợp âm thứ bảy luân phiên với một hợp âm thứ bảy át liên quan, ví dụ như từ La thứ sang Rê 7) trong suốt hoặc một phần bài hát, với chuyển động giai điệu-hòa âm và cảm giác nhịp điệu mạnh mẽ, phức tạp. Mặc dù một số bài hát funk chủ yếu chỉ là đoạn lặp một hợp âm, các nhạc công trong ban nhạc vẫn có thể trang trí hợp âm này bằng cách di chuyển nó lên hoặc xuống nửa cung hoặc một cung để tạo ra các hợp âm chuyển tiếp nửa cung. Ví dụ, đoạn điệp khúc của bài hát "Play That Funky Music" (của Wild Cherry) chủ yếu dùng hợp âm E9, nhưng nó cũng sử dụng F#9 và F9.
Các hợp âm được sử dụng trong các bài hát funk thường ám chỉ âm giai Dorian hoặc Mixolydian, trái ngược với giọng trưởng hoặc thứ tự nhiên của hầu hết nhạc pop. Nội dung giai điệu được tạo ra bằng cách kết hợp các âm giai này với thang âm blues. Vào những năm 1970, nhạc jazz đã dựa vào funk để tạo ra một thể loại phụ mới là jazz-funk, có thể nghe thấy trong các bản thu âm của Miles Davis (Live-Evil, On the Corner) và Herbie Hancock (Head Hunters).